# Milton Wynants
Pour les articles homonymes, voir Wynants.
Milton Ariel Wynants Reyes (ou Vasquez) (né le 29 mars 1972 à Paysandú) est un coureur cycliste uruguayen. Spécialiste de la course aux points, il a notamment été médaillé d'argent des Jeux olympiques de 2000 à Sydney et des championnats du monde de 2004 à Melbourne.
Avec sa médaille d'argent surprise aux Jeux olympiques de 2000 - il a pu participer grâce à une invitation - décrochée lors du dernier sprint de la course aux points, il reste le dernier athlète uruguayen à avoir décroché une médaille aux Jeux.

## Palmarès sur piste

### Jeux olympiques
- Atlanta 1996
  - 7e de la course aux points[1].
- Sydney 2000
  -  Médaillé d'argent de la course aux points[2].
- Athènes 2004
  - 9e de la course aux points[3].
  - 10e de l'américaine (avec Agustín Margalef)[4].
- Pékin 2008
  - 16e de la course aux points[5].

### Championnats du monde
- Anvers 2001
  - 4e de la course aux points[6].
- Copenhague 2002
  - 9e de la course aux points[7].
- Melbourne 2004
  -  Médaillé d'argent de la course aux points[8].
  - 17e de l'américaine[9].

### Championnats du monde B
- 2007
  -  Médaillé d'argent du scratch
  -  Médaillé de bronze de la course aux points

### Coupe du monde
- 2002
  - 1er de la course aux points à Monterrey
- 2004
  - 2e de la course aux points à Moscou

### Jeux panaméricains
| - Mar del Plata 1995 - Médaillé d'argent de la course aux points - Médaillé de bronze de la poursuite - Winnipeg 1999 - Médaillé de bronze de la course aux points | - Saint-Domingue 2003 - Médaillé d'or de la course aux points - Rio de Janeiro 2007 - Médaillé de bronze de la course aux points |

### Championnats panaméricains
| - Curicó 1994 - Médaillé d'argent de la course aux points - Médaillé de bronze de la course à l'élimination - Puerto La Cruz 1996 - Médaillé d'argent de la course aux points | - Bucaramanga 2000 - Médaillé d'argent de la course à l'élimination |

## Palmarès sur route

### Par année
| - 1992 - 2e de la Rutas de América - 1993 - 3e de la Rutas de América - 1996 - Tour de l'Uruguay : - Classement général - 4e étape - 1997 - 10e étape du Tour de l'Uruguay - 1998 - Rutas de América - 2001 - 3e du Tour de l'Uruguay - 2002 - 2e de la course en ligne aux Jeux d'Amérique du Sud | - 2003 - Médaillé d'or de la course en ligne aux Jeux panaméricains - 7e étape du Tour de l'Uruguay - 2005 - Rutas de América - 5e étape du Tour de l'Uruguay - 2006 - Vuelta Chaná : - Classement général - 2e, 3e et 4e étapes - 3e étape de la Rutas de América - 2007 - Rutas de América - 9e étape du Tour de l'Uruguay |

### Classements mondiaux
| Année            | 2005 |
| ---------------- | ---- |
| UCI America Tour | 191e |